# طاق یکی ناخهری
طاق یکی ناخهری یک بنای تاریخی مربوط به دوره تیموری-قاجاریه است و در آبادی ناخهری، بخش مرکزی، شهرستان بستک، استان هرمزگان واقع شده‌است. این اثر در تاریخ ۱۷ خرداد ۱۳۸۵ با شمارهٔ ثبت ۱۵۳۸۷ به‌عنوان یکی از آثار ملی ایران به ثبت رسیده‌است.